# 高宗歩未
高宗 歩未（たかむね あゆみ、1993年6月10日 - ）は、日本のタレント、女優である。

## 経歴
2002年5月に劇団ひまわり入団、2011年6月から砂岡事務所に移籍。
2019年3月31日に砂岡事務所を退所。
2022年1月1日に劇団6番シードへ入団したことを発表。

## 出演

### 舞台
2013年以前
- 「アンネ〜アンネの日記より」（2009年11月19日 - 29日、シアター代官山） - アンネ・フランク 役
- 「カラフル」（2011年10月16日 - 30日、シアター代官山）） - ひろか 役
- 「蒼い妖精とピノッキオ」（2012年7月5日 - 8日、あうるすぽっと） - ピノッキオ旅団
- 「十二夜ーハイテンションラブー」（2013年4月11日 - 14日、シアター代官山） - オリヴィア 役

2014年
- ミュージカル「忍たま乱太郎」 - トモミ 役
  - 第五弾「新たなる敵!」（2014年1月8日 - 24日、サンシャイン劇場）
  - 第五弾・再演「新たなる敵!」（2014年6月20日 - 7月6日、東京ドームシティ シアターGロッソ）
  - 第六弾「凶悪なる幻影!」（2015年1月9日 - 23日、サンシャイン劇場）
  - 第六弾・再演「凶悪なる幻影!」（2015年6月19日 - 7月5日、東京ドームシティ シアターGロッソ）

- タンバリンプロデューサーズ「恋する、プライオリティシート」（2014年4月16日 - 20日、吉祥寺シアター） 
- 舞台「アンネ」（2014年11月20日 - 30日、シアター代官山） - アンネ・フランク 役

2015年
- 「神様はじめました THE MUSICAL♪」 - 小竹 役
  - 初演（2015年3月21日 - 29日、東京芸術劇場プレイハウス）
  - 2016（2016年1月15日 - 21日、アイアシアタートーキョー）

- 舞台版「てーきゅう」〜先輩とめぐりあう時間たち〜 - 近藤うどん子 役
  - 初演（2015年7月29日 - 8月2日、日本芸術専門学校大森校劇場）
  - ディレクターズカット（2016年3月16日 - 21日、日本芸術専門学校大森校劇場）

- 舞台「DIABOLIK LOVERS」 - 小森ユイ 役 
  - 初演（2015年8月26日 - 30日、六行会ホール）
  - 再演（2016年8月24日 - 28日、クラブeX）
  - MORE,BLOOD（2018年1月24日 - 28日、クラブeX）

- おねがい鋼鉄ビンタ「時空堂revival」（2015年11月4日 - 8日、新宿シアターモリエール） - 宮田桃子 役

2016年
- 明治座公演「SAKURA -JAPAN IN THE BOX-」（2016年9月7日 - 2017年3月31日、明治座） - CHOCO 役

2017年
- 劇団アレン座「空行」（2017年5月18日 - 29日、吉祥寺シアター） - イチカ 役
- 舞台「何はともあれ、聴いてください!」（2017年8月10日 - 13日、博品館劇場） - 宇部亜弥 役
- しまぁ～ん共和国「ファインド・ハント2」（2017年11月28日 - 12月3日、新宿村Live）

2018年
- 犀の穴プロデュース「最後の1フィート」第2話（2018年3月21日 - 25日、十条・演劇スペース 犀の穴） - 小野貴子 役
- 舞台「信長の野望・大志」 - 帰蝶 役
  - ‐春の陣‐天下布武～金泥の首編～（2018年5月17日 - 28日、CBGKシブゲキ!!）
  - ‐冬の陣‐王道執行～騎虎の白塩編～（2018年11月8日 - 12日、シアター1010）

- ALL GREENプロデュース「悪い女はよく拝む」（2018年6月20日 - 24日、テアトルBONBON）
- Askプロデュースvol.22～バッキャローシリーズ第５弾～＜世界遺産シリーズ＞ - 矢野間春子 役
  - 「山のバッキャロー！！」～富岡製糸場～ ＜前編＞（2018年9月5日 - 9月10日、シアターグリーンBIG TREE THEATER）
  - 「雪のバッキャロー！！」～富岡製糸場～ ＜後編＞（2019年1月30日 - 2月4日、シアターグリーンBIG TREE THEATER）

2019年
- 劇団6番シード「未来切符～ミライとカコの6つの物語～」東京公演（2019年5月1日 - 6日、下北沢GEKI地下リバティ）
  - 「エッフェル塔は燃えているか」 - ソフィア 役
  - 「ジュリアナ犬」 - ユーコ 役

- 企画演劇集団ボクラ団義「関ヶ原で一人」（2019年7月4日 - 15日、シアターグリーン BIG TREE THEATER） - 淀 役
- 松扇アリス「オトナインデッドリースクール」（2019年10月3日 - 8日、池袋・シアターKASSAI） - 堂本千十合 役
- LIVEDOG GIRLS「レディ・ア・ゴーゴー!! 2019」（2019年12月7日 - 15日、新宿村Live） - 阿部亜衣 役

2020年
- UDA☆MAP「KAIRO -カイロ-」（2020年2月5日 - 12日、大塚・萬劇場） - 英ダイノ 役
- 劇団Zooooom!「お騒がせHOTEL」
  - 初演（2020年6月10日,11日、Zoom配信）
  - 再演 ちょっとだけ七夕Ver.（2020年7月6日,7日、Zoom配信）

- UDA☆MAP「ホテルニューパンプシャー206」（2020年8月12日 - 17日、三河島・キーノートシアター） - 富田里子 役
- UDA☆MAP「新宿☆アタッカーズseason３ ～孤島の洋館連続殺人事件～」（2020年9月30日 - 10月4日、シアターグリーン BIG TREE THEATER） - 古津女 役
- 劇団新劇団「壬生魔浪士組～魔法少女と魔法少女～」（2020年11月11日 - 15日、渋谷M-SMILE BOX） - 伊東シヤカ 役
- 東京おかわり美女「COBRA＆ジュリエット」（2020年12月9日 - 13日、下北沢・楽園） - ジェーン・ロイヤル 役

2021年
- 劇団6番シード「ボイルド・シュリンプ&クラブ」（2021年4月29日 - 5月9日、池袋・シアターKASSAI） - 隅田蒼果 役
- UDA☆MAP「ガールズトーク☆アパートメント2020」（2021年6月16日 - 21日、池袋・シアターKASSAI） - 玉利しず 役
- 少年Komplex「THEATER×GAME シーズン2」（2021年7月14日 - 18日、新宿THEATER BRATS）
- UDA☆MAP「袴DE☆アンビシャス!」（2021年8月4日 - 6日、池袋・シアターグリーン BIG TREE THEATER） - 香乃池キヨ 役
- アリスインプロジェクト「アリスインデッドリースクール邂逅」（2021年9月8日 - 12日、新宿村LIVE） - 柏村香 役
- 感謝の日々を「緋は退紅に燃ゆ」（2021年10月6日 - 10日、上野ストアハウス） - 中野竹子 役
- 演劇ユニット【メイホリック】「貘の皮を剥ぐ」（2021年11月18日 - 20日、シアターグリーン BOX in BOX THEATER） - 百花 役
- 放課後ビアタイム『ちいさい秋見つけましたか?』「コミカル・コミックマーケット」（2021年10月29日 - 31日、ステージカフェ下北沢） - クリスタル・ガイザー 役
- 感謝の日々を「グレイハウンドの呼応」（2021年12月15日 - 19日、バルスタジオ） - カリオン 役

2022年
- 放課後ビアタイム『チョコで鼻血は出ないみたい』「初恋ショコラティエール」（2022年2月18日、ステージカフェ下北沢亭） - 紅孔雀乱舞 役
- 劇団ラパン雑貨ゝ「いやとよ ver.2022」（2022年4月13日 - 18日、池袋・シアターKASSAI） - オモ 役
- 朝劇明大前「概念衝突レストラン」（2022年5月8日、明大前ダイニングバーKUU） - ゲスト
- 劇団6番シード「CUBE」（2022年5月19日 - 29日、池袋・シアターKASSAI）
  - 「天気と戦う女」 - 雲間ひかる 役
  - 「ジャガーノート」 - ペイシェンス 役
  - 「シークレットナンバー1643」 - メアリー尾道 役

- UGM Kreis『きみと花火と。』紅Film「レストランで。」（2022年7月1日 - 3日、赤坂・πTOKYO） - 吉田 役
- UDA☆MAP「袴DE☆アンビシャス!2022」（2022年7月13日 - 18日、池袋・シアターグリーン BIG TREE THEATER） - 香乃池キヨ 役
- マルガリータ企画「夏に舞う雪のように」（2022年8月31日 - 9月4日、池袋・シアターKASSAI） - カナ 役
- feather stage『ショートストーリーズ』「バスケットボールダイアリーズ」Aチーム（2022年9月17日 - 25日、池袋・シアターKASSAI）- 増田知代子 役
- OYUUGIKAI「嘘ぎらい」星チーム（2022年10月6日 - 10日、両国・本所松坂亭） - 末廣明音 役
- 『黄金のコメディフェスティバル2022』パーチーム/放課後ビアタイム「常夏ブライダル」（2022年10月22日 - 30日、下落合・シアター風姿花伝） - 末永美幸 役

2023年
- 劇団6番シード「Call me Connect you〜交渉人遠山弥生〜」（2023年4月6日 - 9日、六行会ホール） - 鶴野美雪 役
- ぽりこぴー「Travel×Trip×Tour」FINAL!!（2023年5月26日 - 28日、新宿・スターフィールド）
- Bee×Piiぷろでゅーす「Hey ばあちゃん!テレビ点けて!」（2023年6月28日 - 7月2日、新宿スターフィールド） - 橘明 役
- マルガリータ企画「PIZZA大戦争2023」（2023年7月19日 - 23日、池袋・シアターKASSAI）
- 放課後ビアタイム「Panic X'mas!!」（2023年8月19日、上野ストアハウス） - 日替りゲスト
- たままproduce「アスター」（2023年9月13日 - 17日、中野スタジオあくとれ） - ノブエ 役
- 劇団6番シード「屋根裏のバーニャカウダー」（2023年10月25日 - 29日、新宿シアタートップス） - 和泉糸都 役
- OG-3works「噂噺 怪奇超常探偵叢書」（2023年12月6日 - 10日、大塚・萬劇場） - 今時モダン 役

2024年
- 金子の挑戦状「十二人の怒れる役者たち」（2024年1月26日 - 28日、アルネ543） - 八井 役
- 劇団6番シード「Life is Numbers」ハートside（2024年5月3日 - 8日、大塚・萬劇場） - 泊木七菜子 役
- 劇団虚幻癖「GHOST MIX V」Aチーム（2024年6月12日 - 16日、築地・ブディストホール） - ジャンヌダルク 役
- カガミ想馬プロデュース「イリクラ2024〜Iridescent Clouds〜」（2024年7月18日 - 21日、六行会ホール） - 緑谷 役
- あち☆はちカーニバル「眠る鈴のクリスマス」（2024年8月1日、両国・本所松坂亭劇場） - 日替わりゲスト リンの母 役
- 放課後ビアタイム「魔女の隣の物の怪の墓三世」（2024年8月16日、赤坂CHANCEシアター） - 日替わりゲスト
- Ask「里のバッキャロー!!」〜ある男の千葉の鴨川で生き切った物語〜（2024年10月30日 - 11月5日、シアターグリーン BOX in BOX THEATER） - 藤岡光葉 役

2025年
- 劇団6番シード「メイツ!〜ブラウン管の向こうへ〜」（2025年7月30日 - 8月3日、池袋・シアターグリーン BIG TREE THEATER） - タヅナ 役

### テレビ
- 「中居正広の金曜日のスマたちへ」（TBS）
- 「コスメの魔法」（TBS） - 長谷川福美・6歳 役
- 「ミニモニ。でブレーメンの音楽隊」 第3部（ETV） - 夏実 役
- 「象列車がやってきた」（NHK）
- 「不倫調査員・片山由美7 〜京都・茶道檀家・骨肉の争い」（テレビ東京）- 石田洋子 役
- 「ウルトラマンメビウス」第36・49・50話（TBS） - サイコキノ星人・カコ 役
- 「特報!少年A…〜もう一つの酒鬼薔薇事件」（テレビ朝日） - 田島かおり（少女時代） 役
- 「風林火山」（2007年、NHK） - トメ 役
- 「シャキーン!〜1分間ドラマ」（ETV）
- 「ひとがた流し」（NHK） - 日高美々（少女時代）役
- 水曜ミステリー9 夏樹静子サスペンス「湖に立つ人」『鬼の棲む老舗旅館』（2009年、テレビ東京） - 麻生祐未（幼少）役
- 「わたしが子どもだったころ〜戸井十月篇」（BS-hi） - 西村ともこ 役
- 「サタデーバリューフィーバー」（日本テレビ）
- 「赤い糸」 第8話（フジテレビ） - 麻美の友達 役

### 映画
- 「O-chi〜空を飛んだオッチ〜」（2005年） - 真理子 役
- 「チェーン 連鎖呪殺〜CHAIN II」（2005年） - 携帯電話を打つ少女 役
- 「カラフル」（2010年） - クラスメイト 役
- 「死ガ二人ヲワカツマデ…」第二章 「南瓜花 -nananka-」（2012年） - 広田真奈美 役[53]

### インターネットラジオ
- A&G Girls Project Trefle（超!A&G+）
- モンハンラジオ モンスターハンタークロスステーション（モンスターハンター公式サイト、ポッドキャスト、音泉）[54]
- モンハンラジオ モンハン部放送局 3rd（モンスターハンター公式サイト、ポッドキャスト、音泉）[55]

### コマーシャル
- 全日警CF
- ヤマザキナビスコ「ビッツサンド」CF、WEB
- 協和発酵企業CM「闘う人々」篇
- 日本セレモニーCF
- 「典礼会館」オール媒体、WEB
- 金冠堂「キンカン　ダンス篇」（2020年6月 - ）[56]
- 第一交通産業【ガーデンパレス木更津】イメージキャラクター（2021年）[57][58]

### DVD
- 「ウルトラマンメビウス」Volume 9 特典映像（2007年）

### ラジオドラマ
- 青春アドベンチャー『王妃の帰還』（2018年：NHK-FM）[59]